# 제5기갑군
제5기갑군(독일어: 5. Panzerarmee)은 서부 기갑군 또는 에버바흐 기갑군으로 알려진 나치 독일의 기갑군으로 유럽 서부 지역과 북아프리카에서 연합군과 싸웠다. 이들은 루르 포위전 이후 연합군에 1945년 항복했다.

## 역사

### 북아프리카
제5기갑군은 1942년 12월 8일 모로코와 알제리에 상륙한 횃불 작전으로 독일군을 위협하는 연합군 부대에 대항해 튀니지를 방어하기 위한 목적으로 형성된 기갑부대였다. 이 군대는 제1군과 함께 싸웠다. 이 기갑군은 1943년 5월 13일, 한스위르겐 폰 아르님 사령관과 함께 항복했고, 공식적으로는 1943년 6월 30일 해체되었다.

### 노르망디
군단은 1944년 1월 24일 서부 기갑군이라는 명칭으로 재형성하여 독일 서부 사령부의 기갑군으로 편성되었다. 새로운 군대는 레오 가이어 폰 슈펜베르크의 지휘 하에 있었다. 노르망디의 연합군 침공을 두고 게르트 폰 룬트슈테트와 에르빈 롬멜이 대립하였다. 가이어와 룬트슈테트는 침공이 해안가에서 정지될 것이라 믿지 않았다. 가이어는 파리와 루앙 주위의 중심에 배치하는 밀집 대형이 낫다고 판단했으며, 연합군 주요 병력이 해안가에서 식별되었을 때 기갑 부대를 배치해야 한다고 주장했다. 그는 또한 이탈리아 전역의 예를 들며 기갑 부대가 해안가에 가까이 배치된다면 해군 포격에 의해 피해를 입을 것이라 지목했다. 롬멜의 주장은 연합군의 공중 우위에 의해 큰 규모의 전차의 이동은 침공이 진행 중이게 되면 불가능하다는 것이었다. 결국 아돌프 히틀러가 기갑군을 자신의 허락 없이 움직이지 못하게 했다. 1944년 6월 6일, 노르망디 상륙 당시 서부 기갑군은 움직일 수 없었다. 6월 8일 가이어는 3개의 기갑 부대를 캉을 막기 위해 북쪽으로 보냈다. 가이어는 영국군과 캐나다군이 캉으로 접근하지 못하게 반격을 개시하여 이들을 해안가로 밀어내기로 계획했다. 6월 10일, 슈페펜베르크는 공습으로 부상을 당했고, 가이어의 강화된 전차 부대들은 이에 따라 1달 동안 영국군의 진격을 막을 수 없었다. 그러나 7월 2일, 룬트슈테트의 요구로 캉을 탈환하기 위해 그는 사령관 직으로 되돌아 왔다. 그러나 7월 2일, 그는 하인리히 에버바흐에게 사령관 직을 넘겼다. 기갑군은 노르망디에서 연합군과 싸웠지만, 팔레즈 협곡 전투에서 수많은 손실을 입은 채 독일-프랑스 국경 지대로 후퇴해야 했다.

### 아르덴 철수
1944년 8월, 서부 기갑군은 제5기갑군으로 재조직되어 에버바흐 기갑군이라는 이름 하에 전투 활동을 이어가고 있었다. 요제프 디트리히의 짧은 지휘 후, 군의 사령관은 하소 폰 만토이펠로 넘어갔다. 그의 군대는 독일 국경에서 연합군에게 거세게 저항했지만, 기갑군은 연합군의 공중 공격으로 심한 피해를 입었다. 11월 제5기갑군은 아르덴에서 재정비하여 디트리히 휘하의 제6기갑군과 공동으로 재배치되었다. 이들은 벌지 전투에서 연합군과 싸웠으나 바스토뉴에서 큰 피해를 입었고, 공세 구역보다 더욱 서쪽인 지점에서 패퇴했다. 공격이 취소된 후, 이들은 독일 국경으로 후퇴하면서도 지속적으로도 싸웠다. 3월에 이들은 레마겐의 루덴도르프 다리에서 도하를 시도하는 미군 부대를 제거하르는 임무를 맡았다. 1945년 초, 이들은 루르 포위전에서 포위 당한 후 갇혀서 4월 17일에 항복했다.

## 사령관

### 제5기갑군 (북아프리카)
- 하인츠 치글러(부사령관) (1942.12.8 – 1943.2.20)
- 한스위르겐 폰 아르님 (1943.12.8- 1943.3.9)
- 구스타프 폰 바레스트 (1943.3.9 - 1943.5.7)

### 서부 기갑군
- 레오 가이어 폰 슈펜베르크 (1943.11.19 – 1944.7.2)
- 하인리히 에버바흐 (1944.7.2- 1944.8.9)

### 에버바흐 기갑군
- 하인리히 에버바흐 (1944.8.10- 1944.8.21)

### 제5기갑군 (프랑스)
- SS-친위대 최상급집단지도자 요제프 디트리히 (1944.8.9 -1944.9.9)
- 하소 폰 만토이펠 (1944.9.10 – 1945.3.8)
- 조세프 하르페 (1945.3.8 -1945.4.17)

## 전투 편성
튀니지 전투
- 제5기갑군
  - 제10기갑사단 (3월 까지)
  - 제21기갑사단 (3월 까지)
  - 제1강하기갑사단 헤르만 괴링
  - 제334보병사단
  - 제501중전차대대
  - 제504중전차대대
  - 제1산악보병사단

## 같이 보기
- 노르망디 상륙
- 레오 가이어 폰 슈펜베르크